# Frazowanie

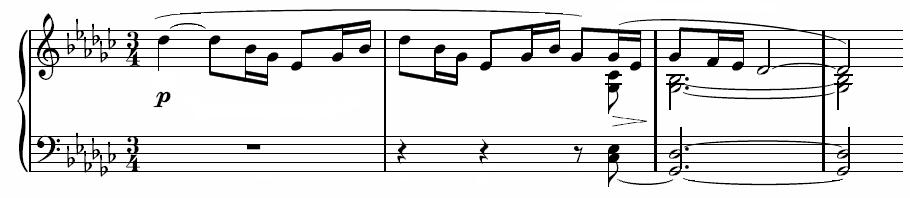
Frazy w Preludium nr 8 Claude'a Debussy'ego

Frazowanie – kształtowanie wyrazowe odcinków muzycznych, jakimi są frazy .
Frazowanie ma na celu uplastycznienie melodii i całej struktury horyzontalnej frazy. Frazy często (choć nie zawsze, gdyż nie każda fraza jest wykonywana legato) obejmuje się łukami, prowadzonymi nad lub pod nutami (po stronie przeciwnej do pałeczek nut). We frazowaniu zwykle stosuje się lekkie crescendo, a następnie diminuendo, przy czym kulminacja frazy występuje około jej połowy lub na najwyższej nucie  .